# خرمال زنكري
خرمال زنكري (الاسم العلمي: Diospyros zenkeri) هو نوع من النباتات يتبع جنس الخرمال من الفصيلة الأبنوسية.